# اينار يوهانسن
اينار يوهانسن (بالنرويجية البوكمول: Einar Johansen)‏ هو مهندس نرويجي، ولد في 15 أغسطس 1915، وتوفي في 16 أكتوبر 1996.